# Мартин-Грин, Соникуа
Соникуа Мартин-Грин (англ. Sonequa Martin-Green, род. 21 марта 1985) — американская актриса, наиболее известная благодаря ролям Саши Уильямс в сериале AMC «Ходячие мертвецы» и Майкл Бёрнем в сериале CBS «Звёздный путь: Дискавери».

## Биография
Соникуа Мартин-Грин родилась в Расселвиле, Алабама и в 2007 году окончила Университет Северной Алабамы. Она снялась в нескольких независимых фильмах, а в 2009 году получила второстепенные роли в сериалах «Армейские жёны» и «Хорошая жена».
В 2012 году Мартин-Грин получила роль Саши в третьем сезоне сериала AMC «Ходячие мертвецы». Следом за этим она была приглашена на ключевую роль во втором сезоне сериала «Однажды в сказке», где сыграла злодейку Тамару. После появления в пяти эпизодах сериала «Ходячие мертвецы» Мартин-Грин была повышена до основного состава, начиная с четвёртого сезона.

## Личная жизнь
С 4 декабря 2010 года Мартин-Грин замужем за актёром Кенриком Грином. У супругов двое детей — сын Кенрик Джастин Грин-второй (род. 10 января 2015) и дочь Сарайя Шонте Грин (род. 19 июля 2020).

## Фильмография

### Телевидение
| Год       | Название на русском                   | Название на английском       | Роль                    | Примечания                                                  |
| --------- | ------------------------------------- | ---------------------------- | ----------------------- | ----------------------------------------------------------- |
| 2008      | Закон и порядок: Преступное намерение | Law & Order: Criminal Intent | Кира Кэймонд            | 1 эпизод                                                    |
| 2009      | Армейские жёны                        | Army Wives                   | Кэнесса Джонс           | 3 эпизода                                                   |
| 2009—2011 | Хорошая жена                          | The Good Wife                | Кортни Уэллс            | 8 эпизодов                                                  |
| 2011      | Сплетница                             | Gossip Girl                  | Джоанна                 | Эпизод «The Jewel of Denial»                                |
| 2012      | Нью-Йорк 22                           | NYC 22                       | Мишель Терри            | 5 эпизодов                                                  |
| 2012—2017 | Ходячие мертвецы                      | The Walking Dead             | Саша                    | Повторяющаяся роль в третьем сезоне, регулярно с четвёртого |
| 2013      | Однажды в сказке                      | Once Upon a Time             | Тамара                  | 7 эпизодов                                                  |
| 2016—2017 | Новенькая                             | New Girl                     | Ронда                   | 2 эпизода                                                   |
| 2017—2021 | Звёздный путь: Дискавери              | Star Trek: Discovery         | Майкл Бёрнам            | 42 эпизода, главная роль.                                   |
| 2021      | Неуязвимый                            | Invincible                   | Алана / Зелёный Призрак | 1 эпизод                                                    |

### Фильмы
| Год  | Название на русском               | Название на английском  | Роль           | Примечания             |
| ---- | --------------------------------- | ----------------------- | -------------- | ---------------------- |
| 2005 |                                   | Not Quite Right         | Коко Делайт    | Direct-to-video        |
| 2007 |                                   | I-Can-D                 | Виджей         | Короткометражный фильм |
| 2008 |                                   | Blind Thoughts          | Дженна Лопез   |                        |
| 2009 | Один на один                      | Toe to Toe              | Тоша           |                        |
| 2009 | Реки нахлынули на меня            | Rivers Wash Over Me     | Шина Кинг      |                        |
| 2011 | Крик в небеса                     | Yelling to the Sky      | Джо Джо Паркер |                        |
| 2012 |                                   | Shockwave Darkside      | Рядовой Лэнг   |                        |
| 2021 | Космический джем: Новое поколение | Space Jam: A New Legacy | Камайя Джеймс  |                        |